# La Playa
La Playa é uma comuna da província de Córdoba, na Argentina.